# Lauterburg
Lauterburg este o arie protejată (arie specială de conservare — SAC, sit de importanță comunitară — SCI) din Germania întinsă pe o suprafață de 0,01 ha, integral pe uscat.

## Localizare
Centrul sitului Lauterburg este situat la coordonatele 50°19′01″N 11°01′06″E / 50.3169°N 11.0183°E.

## Înființare
Situl Lauterburg a fost declarat sit de importanță comunitară în martie 2001 pentru a proteja 2 specii de animale. Situl a fost protejat și ca arie specială de conservare în aprilie 2016.

## Biodiversitate
Situată în ecoregiunea continentală, aria protejată nu include niciun habitat protejat.
La baza desemnării sitului se află mai multe specii protejate de  mamifere (2): liliac cârn (Barbastella barbastellus), liliac comun (Myotis myotis).